# ورنونیا
ورنونیا (نام علمی: Vernonia) نام یک سرده از تیره کاسنیان است.

## نگارخانه

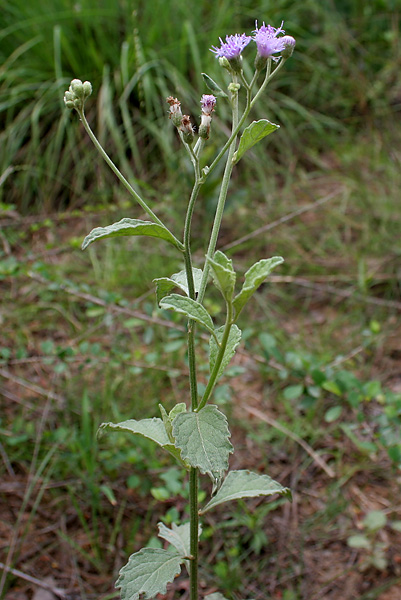
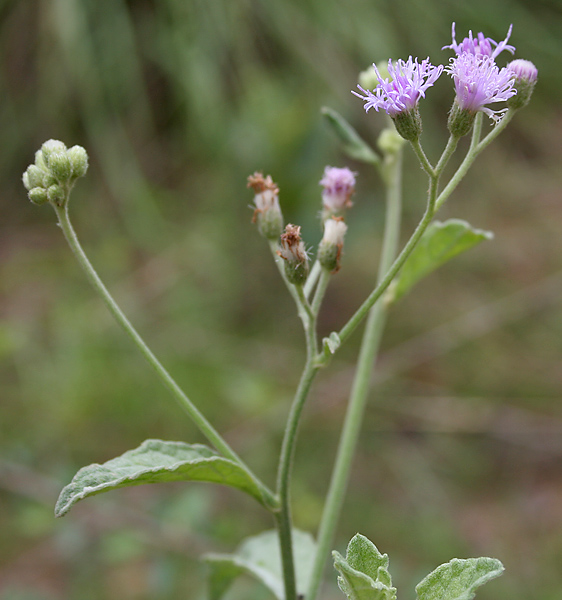
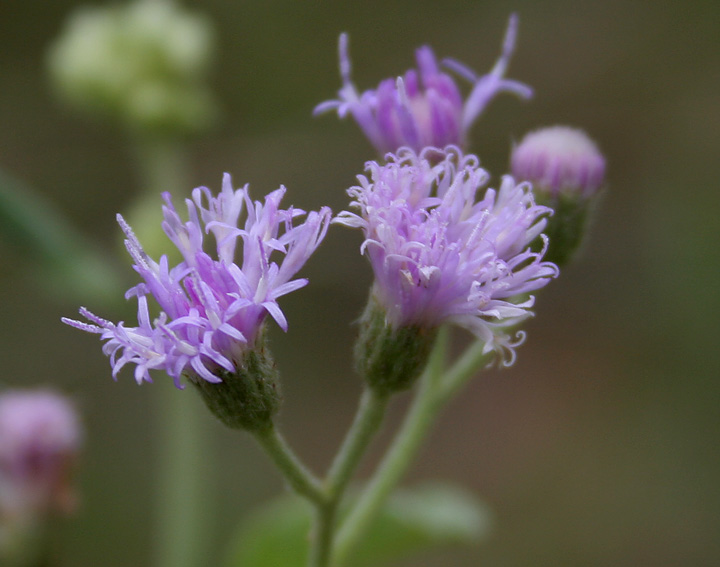
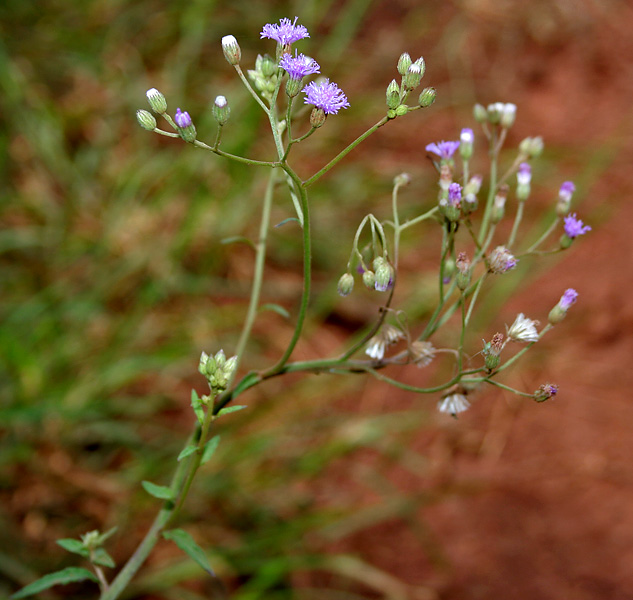
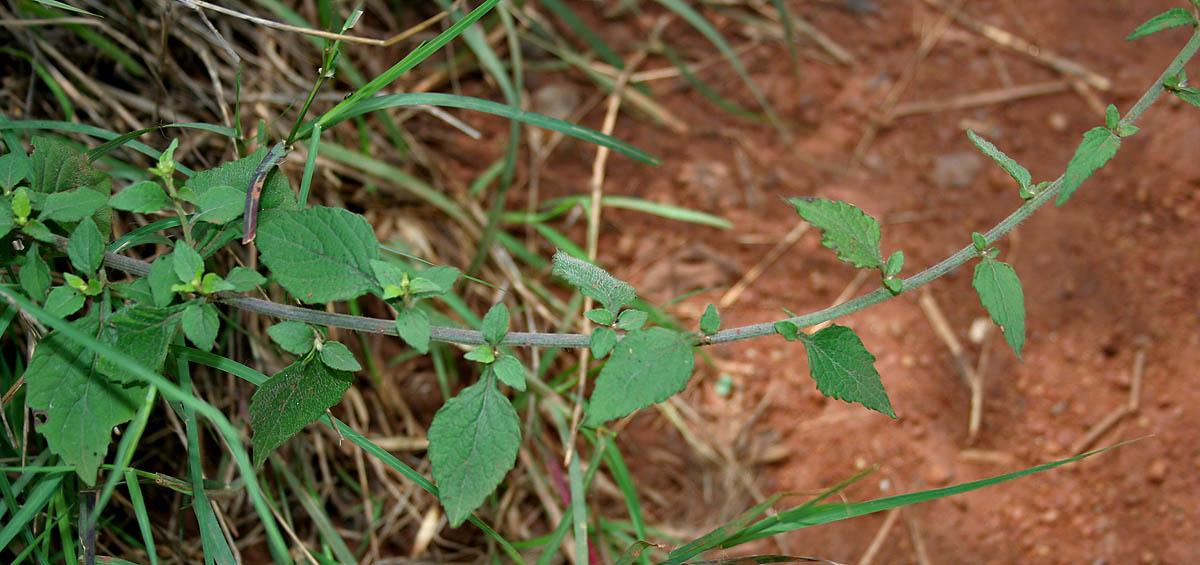
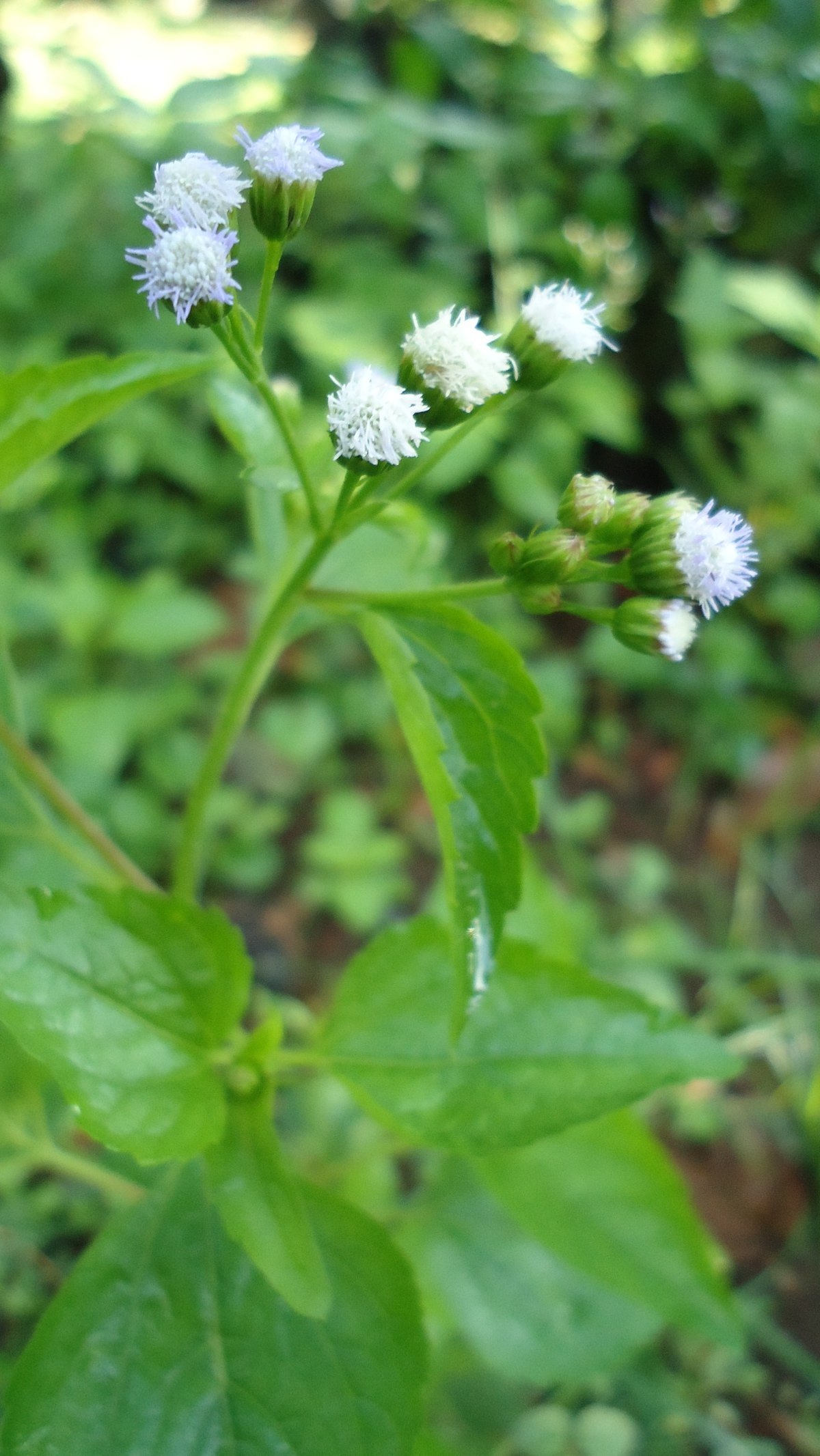
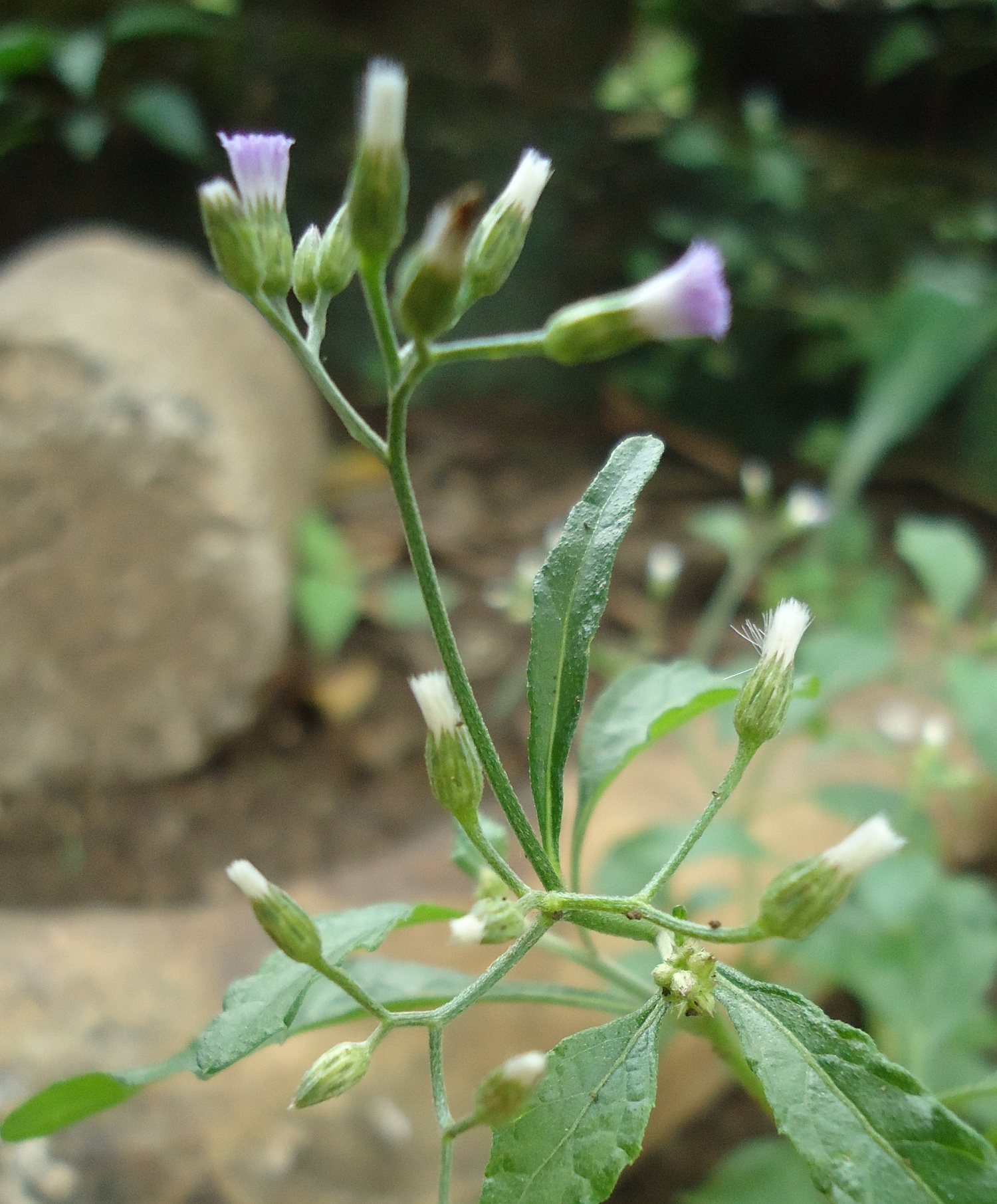
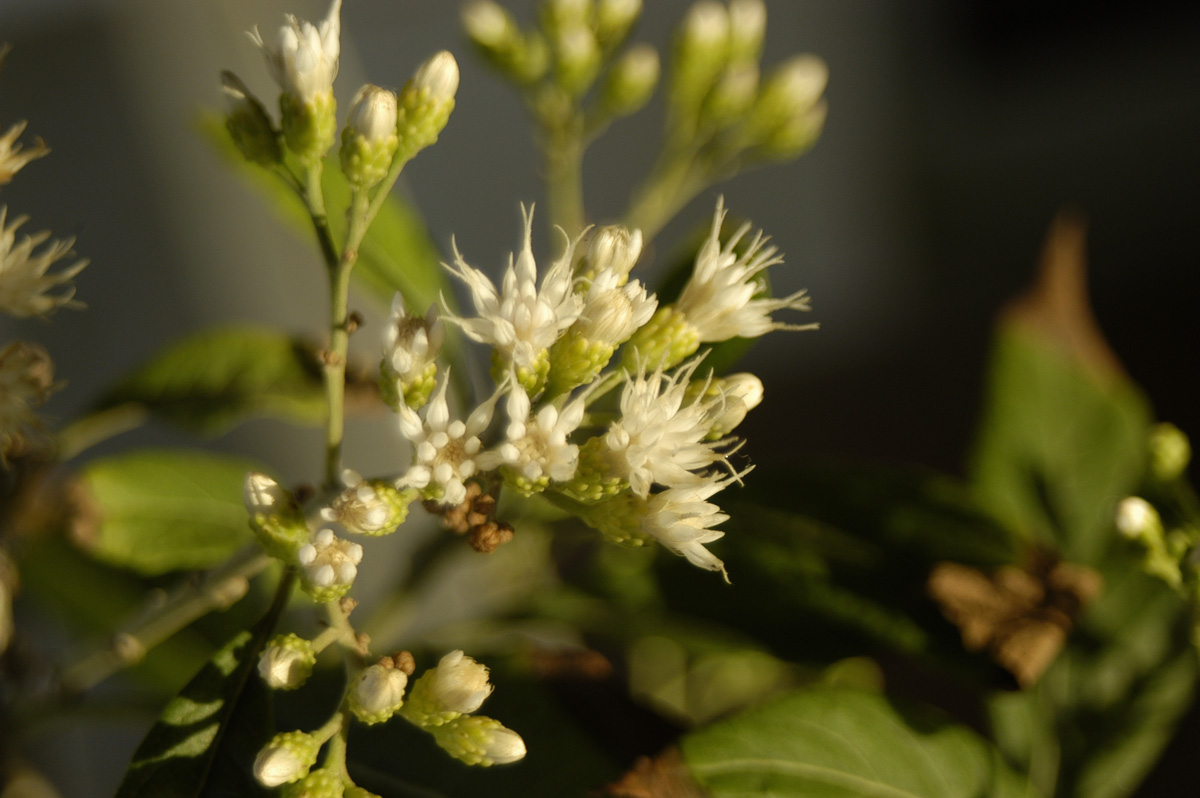